# المسار 5 (قطار الرياض)
المسار الخامس أو المسار الأخضر أو الخط الأخضر هو أحد الخطوط الستة لشبكة قطار الرياض «مترو الرياض» بمدينة الرياض وسط السعودية.
يغطي محور طريق الملك عبدالعزيز بطول 12.9 كيلومتر.
تم بناؤه وتصميمه من قبل تحالف مكون من شركات تضم مجموعة إف سي سي وآتكينز وألستوم، وسامسونج سي آند تي وستركتون وتيبسا.

## المسار
| الرمز | اسم المحطة              | محطة تحويل                                                                          |
| ----- | ----------------------- | ----------------------------------------------------------------------------------- |
| 11    | وزارة التعليم           | وزارة التعليم (المسار الأحمر) 18                                                    |
| 12    | حديقة الملك سلمان       |                                                                                     |
| 13    | السليمانية              | المسار الأصفر والمسار البنفسجي                                                      |
| 14    | الضباب                  | خط الحافلات السريع الملك عبد العزيز 08                                              |
| 15    | ميدان أبو ظبي           | خط الحافلات السريع الملك عبد العزيز 09، وحافلات النقل العام 250 تقاطع ميدان أبو ظبي |
| 16    | نادي الضباط             | حافلات النقل العام 250، الملك عبد العزيز 12                                         |
| 17    | التأمينات الاجتماعية    | تقاطع مع المسار الأحمر                                                              |
| 18    | الوزارات                |                                                                                     |
| 19    | وزارة الدفاع            |                                                                                     |
| 20    | مستشفى الملك عبد العزيز |                                                                                     |
| 21    | وزارة المالية           |                                                                                     |
| 22    | المتحف الوطني           | المتحف الوطني (المسار الأزرق) 26                                                    |